# Gazprom Hungarian Open 2017
Gazprom Hungarian Open 2017 — тенісний турнір, що проходив на ґрунтових кортах у місті Будапешт, Угорщина з 24 квітня. Належав до категорії ATP World Tour 250.

## Фінальна частина

### Одиночний розряд
Люка Пуй —  Аляж Бедене 6–3, 6–1

### Парний розряд
Браян Бейкер /  Нікола Мектич —  Хуан Себастьян Кабаль /  Роберт Фара 7–6(7–2), 6–4